# Dane Propoggia
 Dane Propoggia  nacido el 24 de abril de 1990 es un tenista profesional australiano.

## Carrera
Su mejor ranking individual es el Nº 295 alcanzado el 2 de febrero de 2015, mientras que en dobles logró la posición 109 el 8 de julio de 2013.

Ha ganado hasta el momento 4 títulos de la categoría ATP Challenger Series todos ellos en la modalidad de dobles.

## Títulos; 4 (0 + 4)
| Leyenda                     | Individuales | Dobles |
| --------------------------- | ------------ | ------ |
| Grand Slam                  | 0            | 0      |
| ATP World Tour Finals       | 0            | 0      |
| ATP World Tour Masters 1000 | 0            | 0      |
| ATP World Tour 500 Series   | 0            | 0      |
| ATP World Tour 250 Series   | 0            | 0      |
| ATP Challenger Series       | 0            | 4      |

### Dobles
| No. | Fecha      | Torneo                      | Superficie    | Pareja        | Rival en la final                | Resultado         |
| --- | ---------- | --------------------------- | ------------- | ------------- | -------------------------------- | ----------------- |
| 1.  | 14.07.2012 | Challenger de San Benedetto | Tierra batida | Brydan Klein  | Stefano Ianni Gianluca Naso      | 3–6, 6–4, [12–10] |
| 2.  | 21.07.2012 | Challenger de Recanati      | Dura          | Brydan Klein  | Marin Draganja Dino Marcan       | 7–5, 2–6, [14–12] |
| 3.  | 29.07.2012 | Challenger de Orbetello     | Tierra batida | Stefano Ianni | Alessio di Mauro Simone Vagnozzi | 6–3, 6–2          |
| 4.  | 25.02.2013 | Challenger de Sídney        | Dura          | Brydan Klein  | Alex Bolt Nick Kyrgios           | 6–4, 4–6, [11–9]  |